# Leona Lásková
Leona Lásková (* 7. April 1970) ist eine ehemalige tschechische Tennisspielerin.

## Karriere
Leona Lásková gewann 1986 das Juniorinnenturnier in Pardubice. 1988 wurde sie tschechoslowakische Meisterin.
Auf der WTA Tour erreichte sie gemeinsam mit Jana Pospíšilová ein Doppelfinale, das sie Laura Garrone/Karin Kschwendt mit 6:0, 1:6, 6:76 knapp verlor.
Heute arbeitet sie als Cheftrainerin für Schul- und Vorwettkampftennis beim Tennisclub TK Sparta Praha.

## Erfolge

### Einzel

#### Turniersiege
| Nr. | Datum         | Turnier      | Kategorie   | Belag     | Finalgegnerin     | Ergebnis      |
| --- | ------------- | ------------ | ----------- | --------- | ----------------- | ------------- |
| 1.  | Juni 1988     | Neumünster   | ITF $10.000 | Sand      | Hana Fukárková    | 6:2, 6:4      |
| 2.  | August 1994   | Bad Nauheim  | ITF $10.000 | Sand      | Natalia Chasovaya | 6:2, 3:6, 6:4 |
| 3.  | November 1994 | Beʾer Scheva | ITF $10.000 | Hartplatz | Ivona Mihajlova   | 6:3, 6:1      |

#### Finalteilnahmen
| Nr. | Datum        | Turnier | Kategorie   | Belag | Turniersiegerin | Ergebnis |
| --- | ------------ | ------- | ----------- | ----- | --------------- | -------- |
| 1.  | Oktober 1987 | Rabac   | ITF $10.000 | Sand  | Hester Witvoet  | 3:6, 2:6 |

### Doppel

#### Turniersiege
| Nr. | Datum     | Turnier | Kategorie   | Belag | Partnerin         | Finalgegnerinnen         | Ergebnis      |
| --- | --------- | ------- | ----------- | ----- | ----------------- | ------------------------ | ------------- |
| 1.  | März 1990 | Reims   | ITF $10.000 | Sand  | Michaela Peterová | Kaye Hand Julia Apostoli | 6:2, 3:6, 6:3 |

#### Finalteilnahmen
| Nr. | Datum          | Turnier | Kategorie  | Belag | Partnerin        | Siegerinnen                   | Ergebnis       |
| --- | -------------- | ------- | ---------- | ----- | ---------------- | ----------------------------- | -------------- |
| 1.  | September 1990 | Athen   | WTA Tier V | Sand  | Jana Pospíšilová | Laura Garrone Karin Kschwendt | 0:6, 6:1, 6:76 |